# Karol IV Teodor
Karol Teodor, niem. Karl Theodor, właśc. Karol Filip Teodor Wittelsbach, niem. Karl Philipp Theodor von Wittelsbach (ur. 12 grudnia 1724 w Drogenbos, zm. 16 lutego 1799 w Monachium) – książę-palatyn Sulzbachu w 1733–1742, następnie w 1742–1799 książę Jülich i Bergu  jako Karol Teodor (niem. Karl Theodor), oraz równolegle hrabia-palatyn reński i elektor Rzeszy jako Karol IV (niem. Karl IV.), następnie książę Bawarii od 1777–1799 jako Karol II (niem. Karl II.), tytularny margrabia Bergen w 1729–1794 jako Karol Filip (niderl. Karel Filips); z salzbuskiej linii dynastii Wittelsbachów.

## Życiorys
Urodził się jako jedyny syn spośród dwojga dzieci Jana Krystian (1700–1733), dziedzicznego księcia-palatyna Sulzbach, i jego żony Marii Henryki de Turenne (1708–1728), markizy Bergen. Jego młodsza siostra, Maria Anna (1728) nie przeżyła niemowlęctwa. Po zmarłej w połogu matce odziedziczył tytuł margrabiego w Brabancji, za którego obowiązki wypełniał ojciec. W wieku 7 lat (1731) został oddany pod opiekę elektora reńskiego Karola Filipa (1761–1742), który wychował chłopca w duchu katolickim. Wraz ze śmiercią ojca, 20 lipca 1733, nieletni margrabia objął rządy w Górnym Palatynacie (Sulzbach), przyjmując imię Karol Teodor. Do czasu osiągnięcia pełnoletności faktyczną władzę w jego imieniu sprawowali dalsi krewni, kolejni książęta-palatyni Dwóch Mostów: w 1733–1735 Krystian III (1674–1735), następnie w 1735–1742 Krystian IV (1722–1775), sam książę-palatyn pozostał zaś w Heidelbergu.
Jeszcze przed osiągnięciem pełnoletności, 17 stycznia 1742 poślubił swoją siostrę stryjeczną Elżbietę (1721–1794), dzięki czemu zdjął z siebie kuratelę Krystiana IV. Na wieść o śmierci swojego wychowawcy, powrócił na dwór reński. Zgodnie ze Złotą Bullą Karola IV, 31 grudnia tego samego roku, objął po nim władztwo jako elektor oraz książę Jülich i Bergu, przyjmując imię Karol IV. Scedował przy tym Sulzbach na swojego następcę i byłego kuratora – Krystiana IV.

## Rządy
Karol Teodor i elektor Bawarii Maksymilian III Józef podpisali 22 września 1766 roku porozumienie, na mocy którego po śmierci Maksymiliana, Karol Teodor odziedziczy Bawarię. Miało to być pierwsze od roku 1253 połączenie w rękach jednej osoby terenów Bawarii i Palatynatu Reńskiego (ostatnim władcą będącym jednocześnie księciem Bawarii i Palatynatu był żyjący w XIII wieku Otton II). Maksymilian III zmarł 30 grudnia 1777 roku.
Karol Teodor jako elektor Bawarii przeniósł swój dwór z Mannheim do Monachium. Nie zdobył serc mieszkańców Bawarii, gdyż przystał na propozycję cesarza Józefa II oddania części Bawarii w zamian za Niderlandy Austriackie. Wywołało to wybuch wojny prusko-austriackiej 1778–1779, zakończonej pokojem w Cieszynie. Na mocy tego pokoju elektoraty Bawarii i Palatynatu po śmierci Karola Teodora miały nadal pozostać połączone w osobie Maksymiliana I Józefa.
Jako władca ufundował Akademię Nauk. Uczynił ze swojej rezydencji w Mannheim centrum kultury. Gościł wielu pisarzy, malarzy, muzyków (m.in. Mozarta, Voltaire'a). Był również kolekcjonerem sztuki. Doprowadził do rozkwitu gospodarczego i ekonomicznego Mannheim i całego Palatynatu. Przebudował zamek oraz kościół zamkowy, wybudował największy w Europie barokowy ogród.
Choć Karol nie był do końca swojego życia lubiany przez poddanych w Bawarii, przyczynił się do rozwoju stolicy. W Monachium stworzył Englischer Garten.
Zmarł w 1799 roku w wyniku udaru.

## Likwidacja zakonu iluminatów
Zlikwidował założony przez Adama Weishaupta zakon iluminatów. Edyktem z 22 czerwca 1784 roku wydał zakaz działalności wszystkich tajnych związków, zaś w edyktach z 2 marca i 15 sierpnia 1785 wymienił wprost nazwy Iluminatów i masonów. Na rozkaz elektora wydrukowano w Monachium w latach 1786, 1787, 1794 znalezione pisma i dokumenty odnoszące się do Iluminatów.

## Rodzina
17 stycznia 1742 w Mannheim Karol Teodor zawarł związek małżeński z własną siostrą stryjeczną, hrabianką Elżbietą (1721–1794), córką Józefa Karola (1694–1729), dziedzicznego hrabiego palatyna Salzbuchu, i jego żony Elżbiety Augusty (1693–1728), palatynówny reńskiej. Małżeństwo nie cieszyło się udanym pożyciem, z którego pochodzi jedyny potomek:
- Franciszek Ludwik Józef (28–29 czerwca 1761, Schwetzingen), dziedziczny hrabia palatyn reński.

Ponownie ożenił się 15 lutego 1795 w Innsbrucku ze znacznie młodszą, 19-letnią arcyksiężniczką Marią Leopoldyną (1776–1848), córką Ferdynanda Habsburga-Lotaryńskiego (1754–1806), dziedzicznego księcia Modeny, i jego żony Marii Beatrycze d’Este (1750–1829), księżniczki Modeny. Małżeństwo nie zostało skonsumowane, gdyż Maria Leopoldyna odmówiła kontaktów fizycznych z mężem.
Pomimo pozostawania w nieudanych związkach małżeńskich Karol Teodor prowadził ożywione życie erotyczne. Wchodził w związki z licznymi kochankami, z których dwie otrzymały oficjalny tytuł metresy książęcej i pokaźne uposażenia. Współcześnie znane są cztery partnerki Karola Teodora:
- aktorka Françoise Després-Verneuil (zm. 1765), późniejsza hrabina Parkstein, z którą miał zmarłego w niemowlęctwie syna i córkę:
  - Karoline Franziska Dorothea von Parkstein (1762–1816) ⚭ gen. por. Friedrich Wilhelm zu Isenburg und Büdingen (1730–1804),
- Maria Josepha Seyffert (1748–1771), późniejsza hrabina Heydeck:
  - Karoline Josepha Philippina von Bretzenheim (1768–1786),
  - Karl August Friedrich Joseph von Bretzenheim (1768–1823), książę Rzeszy, hrabia Heydeck, wielki przeor Bawarii Zakonu Maltańskiego
  - Eleonore Karoline Josephine von Bretzenheim (1771–1832) ⚭ hrabia Wilhelm Carl zu Leiningen-Guntersblum (1737–1809)
  - Friederike Karoline Josephine von Bretzenheim (1771–1816) ⚭ hrabia Maximilian von Westerholt-Gysenberg (1772–1854)

## Odznaczenia
- Wielki Mistrz Orderu Świętego Huberta[2]
- Wielki Mistrz Orderu Świętego Jerzego[2]
- Wielki Mistrz Orderu Lwa Palatyńskiego[2]
- Wielki Mistrz Orderu Świętego Michała (w 1777 przekazał order Palatynowi Dwóch Mostów ks. Karolowi)[3]
- Order Złotego Runa – Austria